# Чугуевское восстание
Чугуевское восстание, Чугуевский бунт — вооружённые беспорядки (бунт) военных поселенцев Чугуевского полка в Слободско-Украинской губернии России, в 1819 году, имело целью отстаивать свой старый быт, против жестоких условий труда и строгих распорядков в военных поселениях (своеобразное сочетание военной службы с трудом в сельском хозяйстве), введённых военным министром Российской империи Алексеем Андреевичем Аракчеевым.
Тяжёлые условия труда и жизни поселян в России неоднократно становились причиной их недовольства. Наиболее крупным стал бунт (восстание) чугуевских  военных поселян, в июле 1819 года, охватившее два полковых округа военных поселений на Слободской Украине. Количество восставших составляло несколько тысяч человек личного состава полков и жителей уезда.

## История
В чугуевских поселениях обращение солдат «к пахотности» производило среди них только неудовольствия, так как им приходилось совмещать военную службу с трудом в сельском хозяйстве.
В Чугуевском уезде, в котором было устроено военное поселение Чугуевского конного полка, несло значительные расходы на земские повинности. Местные жители должны были давать на зиму квартиры войскам, командированным для работ в военные поселения, поставлять дрова и солому Чугуевскому полку во время лагерных сборов, отопление и освещение для казенных зданий, давать подводы для разъездов земских заседателей и отводить пастбища для ремонтных лошадей поселенного полка кавалерии.
Чугуевское восстание (бунт) началось 9 июля 1819 году с требования ликвидации военных поселений в уезде. Непосредственным поводом стали исключительно высокие подати.
К бунтовщикам (восставшим) присоединились крестьяне соседних сёл и деревень, а также военные поселенцы из Балаклеи. Для наведения порядка и  подавления бунта (восстания) правительство Российской империи выслало регулярное войско под руководством военного министра, генерала А. А. Аракчеева, четыре пехотных полка и две артиллерийские роты с пушками.
После уговоров бунтовщиков прекратить беспорядки и сопротивление, которое продолжалось около месяца, Чугуевское восстание (бунт) было подавлено. Арестованы и жестоко наказаны около 2 000  бунтовщиков (повстанцев). Из них 20 погибли под шпицрутенами, 400 сосланы на каторжные работы. В 1820 году подобные бунты (восстания) произошли на Южной Украине, охватив около 200 селений поселённых войск.